# العلاقات الكورية الجنوبية اللاتفية
العلاقات الكورية الجنوبية اللاتفية هي العلاقات الثنائية التي تجمع بين كوريا الجنوبية ولاتفيا.

## مقارنة بين البلدين
هذه مقارنة عامة ومرجعية للدولتين:
| وجه المقارنة                                              | كوريا الجنوبية                                                          | لاتفيا                                             |
| --------------------------------------------------------- | ----------------------------------------------------------------------- | -------------------------------------------------- |
| المساحة (كم2)                                             | 100.30 ألف                                                              | 64.59 ألف                                          |
| عدد السكان (نسمة)                                         | 51.47 مليون                                                             | 1.93 مليون                                         |
| الكثافة السكانية (ن./كم²)                                 | 513.16                                                                  | 29.88                                              |
| العاصمة                                                   | سول                                                                     | ريغا                                               |
| اللغة الرسمية                                             | اللغة الكورية                                                           | اللغة اللاتفية                                     |
| العملة                                                    | وون كوري جنوبي                                                          | يورو، لاتس لاتفي، الروبل اللاتفي ‏، الروبل اللاتفي ‏ |
| الناتج المحلي الإجمالي (بليون دولار)                      | 1.53 تريليون                                                            | 30.26 مليار                                        |
| الناتج المحلي الإجمالي (تعادل القوة الشرائية) بليون دولار | 1.75 تريليون                                                            | 49.24 مليار                                        |
| الناتج المحلي الإجمالي الاسمي للفرد دولار أمريكي          | 27.22 ألف                                                               | 14.06 ألف                                          |
| الناتج المحلي الإجمالي للفرد دولار أمريكي                 |                                                                         | 23.55 ألف                                          |
| مؤشر التنمية البشرية                                      | 0.901                                                                   | 0.819                                              |
| رمز المكالمات الدولي                                      | +82                                                                     | +371                                               |
| رمز الإنترنت                                              | .kr                                                                     | .lv                                                |
| المنطقة الزمنية                                           | توقيت كوريا الجنوبية، ت ع م+09:00، آسيا/سيول ‏، ت ع م+08:00، ت ع م+08:30 | ت ع م+02:00، ت ع م+03:00، أوروبا/ريغا ‏             |

## منظمات دولية مشتركة
يشترك البلدان في عضوية مجموعة من المنظمات الدولية، منها:
| علم المنظمة | اسم المنظمة                               | تاريخ انضمام كوريا الجنوبية | تاريخ انضمام لاتفيا |
| ----------- | ----------------------------------------- | --------------------------- | ------------------- |
|             | مؤسسة التمويل الدولية                     | 16 مارس 1964                | 29 سبتمبر 1993      |
|             | مجموعة أستراليا                           | 1996                        | 2004                |
|             | يونسكو                                    | 14 يونيو 1950               | 9 يوليو 1951        |
|             | مجموعة الموردين النوويين                  | ?                           | ?                   |
|             | مؤسسة التنمية الدولية                     | 18 مايو 1961                | 11 أغسطس 1992       |
|             | منظمة التعاون الاقتصادي والتنمية          | 12 ديسمبر 1996              | 16 يونيو 2016       |
|             | المركز الدولي لتسوية المنازعات الاستشارية | 23 مارس 1967                | 7 سبتمبر 1997       |
|             | وكالة ضمان الاستثمار متعدد الأطراف        | 12 أبريل 1988               | 21 أغسطس 1998       |
|             | منظمة حظر الأسلحة الكيميائية              | ?                           | ?                   |
|             | الأمم المتحدة                             | 17 سبتمبر 1991              | 17 سبتمبر 1991      |
|             | منظمة الشرطة الجنائية الدولية             | ?                           | ?                   |
|             | البنك الدولي للإنشاء والتعمير             | 26 أغسطس 1955               | 11 أغسطس 1992       |
|             | الفريق المعني برصد الأرض                  | ?                           | ?                   |
|             | الاتحاد البريدي العالمي                   | ?                           | ?                   |
|             | منظمة التجارة العالمية                    | ?                           | 1999                |
|             | المنظمة الهيدروغرافية الدولية             | ?                           | ?                   |

## وصلات خارجية
- موقع وزارة الخارجية الكورية الجنوبية
- موقع وزارة الخارجية اللاتفية